# وزارة الولايات والمناطق الحدودية (باكستان)
وزارة الولايات والمناطق الحدودية (بالأردوية: وزارتِ ریاستی و سرحدی امور)‏ هي وزارة اتحادية في باكستان. منذ أن قام رئيس الوزراء بتعديل حكومته في 20 نوفمبر 2019، يرأس الوزارة شهابزاده محبوب سلطان، الذي كان سابقًا وزير الأمن الغذائي الوطني والبحوث.
المسؤوليات الرئيسية للوزارة هي الشؤون الإدارية وأنشطة التنمية في المناطق القبلية في باكستان، بما في ذلك المناطق الحدودية لباكستان والمناطق القبلية الخاضعة للإدارة الاتحادية.

## مفوضية اللاجئين الأفغان
في عام 1980، تم إنشاء مفوضية اللاجئين الأفغان في إسلام أباد تحت قيادة الوزارة. كان هذا رداً على تدفق اللاجئين من أفغانستان إلى باكستان منذ عام 1979، بسبب الغزو السوفيتي والقتال بين الفصائل في أفغانستان.
وتتمثل المهام الرئيسية للمفوض في إدارة اللاجئين الأفغان ودعم توفير المرافق الأساسية لرعاية اللاجئين الأفغان، وتنسيق الأنشطة مع الحكومة الاتحادية وحكومات المقاطعات والمنظمات غير الحكومية والوكالات الدولية وخاصة المفوضية السامية للأمم المتحدة لشؤون اللاجئين.
هناك مفوضية للاجئين الأفغان في كل مقاطعة باستثناء السند.

## كلية كاديت رزماك
كلية كاديت رزماك، شمال وزيرستان هي هيئة مستقلة تابعة للوزارة.

## قائمة الوزراء
| الاسم                              | بداية الفترة   | نهاية الفترى   |
| ---------------------------------- | -------------- | -------------- |
| شوكت الله خان                      | 11 فبراير 2011 | 11 فبراير 2012 |
| شودري محمد برجيس طاهر              | 13 يونيو 2012  | 11 فبراير 2013 |
| نجم الدين خان                      | غير معروف      | غير معروف      |
| عبد القادر البلوشي                 | 7 يونيو 2013   | 28 يوليو 2017  |
| عبد القادر البلوشي                 | 4 أغسطس 2017   | 31 مايو 2018   |
| روشان خورشيد بروتشا                | 5 يونيو 2018   | 18 أغسطس 2018  |
| طارق بشير شيما (وزير اتحادي)       | 20 أغسطس 2018  | 6 سبتمبر 2018  |
| شهرار خان أفريدي (وزير دولة)       | 18 أبريل 2019  | 25 سبتمبر 2020 |
| شهابزاده محبوب سلطان (وزير اتحادي) | 20 نوفمبر 2019 | 9 أبريل 2022   |
| محمد طلحة محمود                    | 19 أبريل 2022  | الآن           |

## روابط خارجية
- وزارة الدول والمناطق الحدودية في باكستان
- مفوضية اللاجئين الأفغان البنجاب
- مفوضية اللاجئين الأفغان
- وزارة الولايات والمناطق الحدودية الحساب الرسمي على تويتر